# Bundesratswahl 1953
Zur Bundesratswahl 1953 am 22. Dezember 1953 kam es wegen des Rücktritts von Bundesrat Max Weber (SP).
Nach dem Scheitern seiner lang vorbereiteten Finanzreform trat Bundesrat Weber am 8. Dezember 1953 überraschend zurück. Dadurch wurde eine ausserordentliche Wahl durch die Vereinigte Bundesversammlung nötig.

## Detailergebnisse der Ersatzwahl für Max Weber, SP

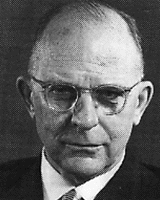
Hans Streuli

Die Sozialdemokraten konnten in der kurzen Zeit zwischen dem Rücktritt von Bundesrat Weber und der Ersatzwahl keine Kandidatur aufbauen und verloren ihren Sitz im Bundesrat. Als offizielle Kandidaten traten Nationalrat Hans Streuli (FDP) und Nationalrat Emil Duft (CSP) gegeneinander an. Im 1. Wahlgang konnte keiner der Kandidaten eine Mehrheit erringen. Im 2. Wahlgang setzte sich Hans Streuli durch.
| Kandidaten              | Kandidaten              | 1. Wahlgang | 2. Wahlgang |
| ----------------------- | ----------------------- | ----------- | ----------- |
| Ausgeteilte Wahlzettel  | Ausgeteilte Wahlzettel  | 234         | 236         |
| Eingegangene Wahlzettel | Eingegangene Wahlzettel | 234         | 236         |
| Ungültige Wahlzettel    | Ungültige Wahlzettel    | 0           | 0           |
| Leere Wahlzettel        | Leere Wahlzettel        | 21          | 20          |
| Gültige Wahlzettel      | Gültige Wahlzettel      | 213         | 216         |
| Absolutes Mehr          | Absolutes Mehr          | 107         | 109         |
| Hans Streuli            | Hans Streuli            | 101         | 113         |
| Emil Duft               | Emil Duft               | 71          | 73          |
| Andere                  | Andere                  | 41          | 30          |